# Kayserispor Kulübü

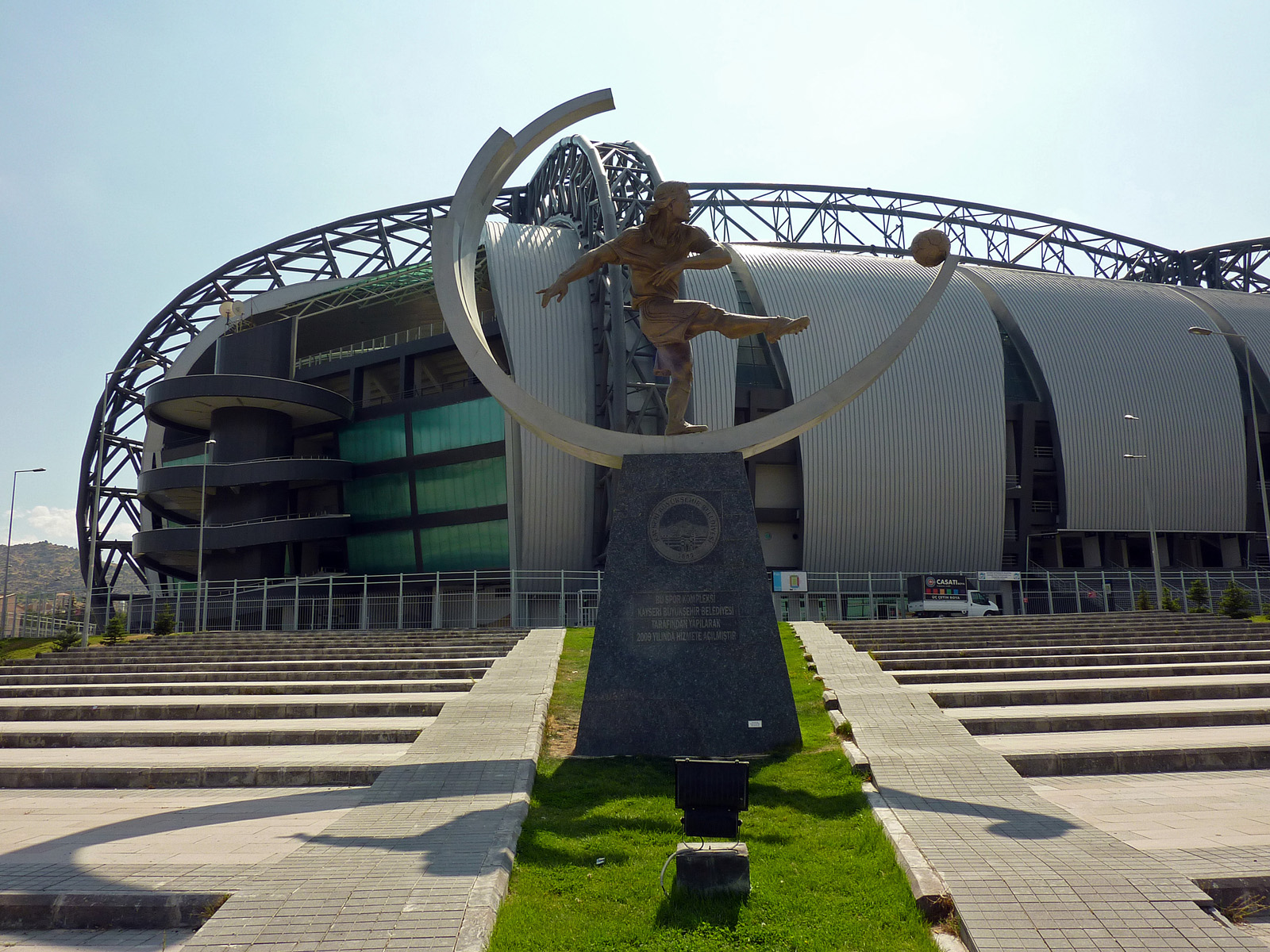
Lo stadio Kadir Has

Il Kayserispor Kulübü, chiamato comunemente solo Kayserispor, è una società polisportiva con sede a Kayseri, in Turchia. È nota soprattutto per la propria sezione calcistica, che milita nella Süper Lig, la massima serie del campionato turco di calcio, e dal 2009 disputa le partite interne nello RHG Enertürk Enerji (Kadir Has) di Kayseri.
La squadra ha vinto una Coppa di Turchia (nel 2007-2008) e ha disputato una partita di Supercoppa di Turchia, perdendola (nel 2008). Il suo miglior piazzamento nel campionato turco di massima divisione è il quinto posto, raggiunto nel 2005-2006, 2006-2007, 2007-2008 e 2012-2013. Ha vinto, ex aequo con altre squadre, la Coppa Intertoto 2006.

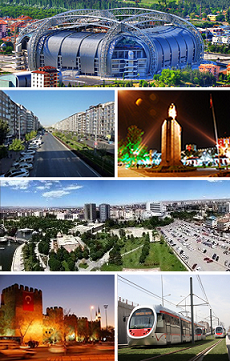
Impressione della città di Kayseri

## Storia
L'Erciyespor, il club predecessore del Kayserispor, fu fondato con il nome di Erciyesspor e bianco e rosso come colori sociali. Nel 1937 l'Erciyesspor fu fuso con l'Yılmazspor e adottò i colori giallo e rosso. Nel 1940 il sodalizio, dopo un'altra fusione, divenne Kayseri Gençlik. Nel 1948 la squadra assunse i colori giallo e blu, mentre l'anno dopo fu fusa con il Kayseri Gençlik e adottò nuovamente il giallo e il rosso. Nel 1951 il club fu sciolto, ma fu ricostituito nel 1952 per opera di Naci Ulucan. Fino al 1966 militò nelle divisioni regionali.
Il Kayserispor nacque il 1º luglio 1966 dalla fusione tra il Sanayispor e l'Ortaanadoluspor. Iniziò a giocare nel 1966-1967 nella terza divisione turca. Il primo allenatore era Erdoğan Gürhan. Nell'annata del debutto professionistico militò nel Gruppo bianco della terza serie, che chiuse al nono posto.
Durante gli anni il club ha subito molti cambi di nome e colori: Kayseri Erciyesspor e nero-bianco nella stagione 1989-1990; Büyükşehir Belediye Erciyesspor e blu-bianco nel 1992; Melikgazi Belediyespor e giallo-rosso nel 1994; Hacılar Erciyesspor e giallo-blu scuro nel 1999; Erciyesspor e giallo-rosso-bianco nel 2001; Kayserispor e giallo-rosso nel 2004, quando il nome fu scambiato con l'attuale Kayseri Erciyesspor.
Nel 1999 l'uomo d'affari Hacı Boydak prese il controllo del club, che adottò come i colori sociali il giallo e il blu scuro e cambiò nome in Hacılar Erciyesspor. Nel 1999-2000 la squadra ottenne la promozione in seconda divisione; nel 2001 il nome cambiò in Erciyesspor e furono adottati come colori sociali il giallo, il rosso e il bianco.  Retrocesso in terza serie nel 2001-2002, l'Erciyesspor riuscì, grazie a due promozioni consecutive, a raggiungere la Süper Lig al termine della stagione 2003-2004. Nel 2004 il club assunse la denominazione Kayserispor, scambiando il proprio nome con quello di un altro club cittadino, Kayseri Erciyesspor. Nel 2004-2005 l'allenatore Hüsnü Özkara fu esonerato dopo aver raccolto due soli punti nelle prime sette giornate di campionato. Il suo successore, Hikmet Karaman, riuscì a condurre la squadra alla salvezza grazie al 14º posto finale, con due posizioni di vantaggio rispetto alla zona retrocessione.
Sotto la guida di Ertuğrul Sağlam, il Kayserispor ottenne il quinto posto nel 2005-2006, stagione in cui piazzò Gökhan Ünal al primo posto della classifica dei marcatori del massimo campionato turco, con 25 reti in 32 partite. Per la prima volta il club si qualificò dunque alle coppe europee, precisamente alla Coppa Intertoto, che vinse nel 2006, qualificandosi così alla Coppa UEFA. Eliminata al secondo turno della Coppa UEFA dall'AZ Alkmaar, nel 2006-2007 la compagine di Kayseri chiuse nuovamente al quinto posto il campionato. Perso Sağlam, trasferitosi al Beşiktaş, il club ingaggiò Tolunay Kafkas, che nel 2007-2008 condusse i suoi al quinto posto per la terza volta di fila, oltre a vincere la Coppa di Turchia, primo trofeo nella storia del club, ottenuto battendo in finale a Bursa il Gençlerbirliği per 11-10 ai tiri di rigore, dopo lo 0-0 dei 90 minuti.
La stagione 2008-2009 si aprì con la partecipazione del Kayserispor alla Supercoppa di Turchia, che fu persa contro il Galatasaray (2-1).
Nella stagione 2012-2013, sotto la guida di Robert Prosinečki, ottenne nuovamente il quinto posto in massima serie, ma nel 2013-2014 retrocesse in seconda divisione a causa dell'ultimo posto finale, dopo aver cambiato tre allenatori in un'annata. Nel 2014-2015 il nuovo tecnico Cüneyt Dumlupınar completò l'immediata risalita del club in Süper Lig. Nella stagione 2019-2020 la squadra chiude il campionato al penultimo posto, ma evita la caduta in seconda serie a seguito della decisione della federazione di bloccare le retrocessioni dalla massima serie come misura di sollievo dopo un'annata caratterizzata dalla pandemia di COVID-19.

## Palmarès

### Competizioni nazionali
- Coppa di Turchia: 1

2007-2008
- TFF 1. Lig: 2

1972-1973 - 2014-2015
- TFF 3. Lig: 1

1999-2000

### Competizioni internazionali
- Coppa Intertoto UEFA: 1

2006

### Altri piazzamenti
- Coppa di Turchia:

Finalista: 2021-2022
- Supercoppa di Turchia:

Finalista: 2008
- Coppa del Primo ministro:

Finalista: 1985
- TFF 1. Lig:

Secondo posto: 2003-2004

## Statistiche e record

### Statistiche nelle competizioni UEFA
Tabella aggiornata alla fine della stagione 2018-2019.
| Competizione                  | Partecipazioni | G | V | N | P | RF | RS |
| ----------------------------- | -------------- | - | - | - | - | -- | -- |
| Coppa UEFA/UEFA Europa League | 2              | 6 | 2 | 2 | 2 | 9  | 7  |
| Coppa Intertoto               | 1              | 4 | 2 | 2 | 0 | 6  | 3  |

## Organico

### Rosa 2025-2026
Aggiornata al 15 agosto 2025.
| N. |                          | Ruolo | Calciatore        |
| -- | ------------------------ | ----- | ----------------- |
| 1  | Turchia (bandiera)       | P     | Onurcan Piri      |
| 3  | Turchia (bandiera)       | D     | Abdulsamet Burak  |
| 4  | Suriname (bandiera)      | D     | Stefano Denswil   |
| 5  | Iran (bandiera)          | D     | Majid Hosseini    |
| 6  | Iran (bandiera)          | C     | Ali Karimi        |
| 7  | Portogallo (bandiera)    | A     | Miguel Cardoso    |
| 10 | Portogallo (bandiera)    | C     | João Mendes       |
| 11 | Turchia (bandiera)       | D     | Gökhan Sazdağı    |
| 16 | Turchia (bandiera)       | C     | Mehmet Eray Özbek |
| 17 | Turchia (bandiera)       | D     | Burak Kapacak     |
| 20 | Guinea-Bissau (bandiera) | A     | Carlos Mané       |
| 21 | Turchia (bandiera)       | C     | Yiğit Emre Çeltik |
| 22 | Albania (bandiera)       | A     | Indrit Tuci       |
| 23 | Francia (bandiera)       | D     | Lionel Carole     |
| 24 | Turchia (bandiera)       | C     | Dorukhan Toköz    |

| N. |                        | Ruolo | Calciatore          |
| -- | ---------------------- | ----- | ------------------- |
| 25 | Paesi Bassi (bandiera) | P     | Bilal Bayazit       |
| 26 | Turchia (bandiera)     | C     | Baran Ali Gezek     |
| 28 | Turchia (bandiera)     | C     | Ramazan Civelek     |
| 29 | Turchia (bandiera)     | D     | Kayra Cihan U19     |
| 30 | Germania (bandiera)    | A     | Aaron Opoku         |
| 35 | Turchia (bandiera)     | D     | Batuhan Özgan U19   |
| 37 | Germania (bandiera)    | C     | Gideon Jung         |
| 39 | Turchia (bandiera)     | P     | Mehmet Şamil Öztürk |
| 50 | Turchia (bandiera)     | A     | Berkan Aslan        |
| 54 | Turchia (bandiera)     | D     | Arif Kocaman        |
| 77 | Turchia (bandiera)     | A     | Nurettin Korkmaz    |
| 79 | Ghana (bandiera)       | C     | Yaw Ackah           |
| 99 | Turchia (bandiera)     | A     | Talha Sarıarslan    |
|    | Turchia (bandiera)     | C     | Berat Eskin         |

### Staff tecnico
Staff aggiornato al 25 luglio 2025.
- Muhammed Türkmen - Direttore sportivo

Staff dell'area tecnica
- Markus Gisdol - Allenatore
- Guido Kandziora - Vice allenatore
- Mustafa Ünal - Collaboratore tecnico
- Kemal Dulda - Collaboratore tecnico
- Hamit Sayıcı - Allenatore dei portieri
- Bora Sevim - Allenatore dei portieri
- Mustafa Cebel Torun - Preparatore atletico
- Murat Yüksel - Preparatore atletico
- Jakob Braun - Match analyst

Staff medico
- vacante - Medico
- Berkan Aslan - Fisioterapista
- Emre Şengil - Fisioterapista
- Eren Yıldırım - Fisioterapista
- Emre Taşçı - Nutrizionista

### Sponsor tecnici
| Cronologia degli sponsor tecnici - 2004-2005 - 2005-2017 - 2017-2025 - 2025-oggi 1. 2. 3. 4. 5. - Wikimedia Commons contiene immagini o altri file su Kayserispor Kulübü - (TR) Sito ufficiale, su kayserispor.org.tr. - Kayserispor (canale), su YouTube. - (DE, EN, IT) Kayserispor Kulübü, su Transfermarkt, Transfermarkt GmbH & Co. KG. - Kayserispor Kulübü, su smr.worldfootball.net, HEIM:SPIEL Medien GmbH. - (EN, RU) Kayserispor Kulübü, su eu-football.info. |
| Süper Lig 2025-2026 |
| Alanyaspor · Antalyaspor · Beşiktaş · Çaykur Rizespor · Eyüpspor · Fatih Karagümrük · Fenerbahçe · Galatasaray · Gaziantep · Gençlerbirliği · Göztepe · Hatayspor · İstanbul Başakşehir · Kasımpaşa · Kayserispor · Kocaelispor · Konyaspor · Samsunspor · Trabzonspor |